# Lagusia micracanthus
Lagusia micracanthus és una espècie de peix pertanyent a la família dels terapòntids i l'única del gènere Lagusia.

## Descripció
- Pot arribar a fer 11,5 cm de llargària màxima.[5][6]

## Hàbitat
És un peix d'aigua dolça i salabrosa, bentopelàgic i de clima tropical.

## Distribució geogràfica
Es troba a Indonèsia: Sulawesi.

## Observacions
És inofensiu per als humans.